# Wilhelm Brinkmann
Wilhelm „Willi” Brinkmann (Oberhausen, 1910. október 25. – Düsseldorf, 1991. február 12.) olimpiai bajnok német kézilabdázó.
Részt vett az 1936. évi nyári olimpiai játékokon, amit Berlinben rendeztek. A kézilabdatornán játszott, amit a német válogatott meg is nyert. A csapat veretlenül lett bajnok és mindenkit nagy arányban győztek le.